# Соломин, Анатолий Васильевич
Анато́лий Васи́льевич Соло́мин (род. 2 июля 1952, Комаровка, Пензенская область) — советский легкоатлет, специалист по спортивной ходьбе. Выступал за сборную СССР по лёгкой атлетике в 1973—1986 годах, обладатель бронзовой медали чемпионата Европы, чемпион Европы в помещении, победитель Кубка мира в командном зачёте, многократный победитель и призёр первенств всесоюзного значения, бывший рекордсмен мира в ходьбе на 20 км, участник летних Олимпийских игр в Москве. Мастер спорта СССР международного класса. Тренер по спортивной ходьбе.

## Биография
Анатолий Соломин родился 2 июля 1952 года в селе Комаровка Пензенской области.
Начал заниматься спортивной ходьбой в 1968 году, проходил подготовку в городе Петровске Саратовской области под руководством тренеров Н. Майорова и В. Д. Лутохина. Представлял Вооружённые силы и добровольное спортивное общество «Авангард» (Киев). Был подопечным заслуженного тренера Украины Бориса Александровича Яковлева.
Впервые заявил о себе на международном уровне в сезоне 1973 года, когда вошёл в состав советской сборной и выступил на Кубке мира по спортивной ходьбе в Лугано, где, хотя и сошёл с дистанции 20 км, вместе со своими соотечественниками стал серебряным призёром в общем зачёте (Кубок Лугано).
В 1977 году выиграл серебряную медаль в ходьбе на 10 000 метров на зимнем чемпионате СССР в Минске, тогда как в ходьбе на 20 км одержал победу на летнем чемпионате СССР в Москве и стал восьмым на Кубке мира в Милтон-Кинс.
В марте 1978 года получил серебро в дисциплине 10 000 метров на зимнем чемпионате СССР в Москве, а в июле на соревнованиях в Вильнюсе установил мировой рекорд на дистанции 20 км — 1:23.30. В августе завоевал бронзовую награду на чемпионате Европы в Праге — здесь восточногерманский ходок Роланд Визер превзошёл его рекорд на 18 секунд.
В 1979 году в дисциплине 20 км стал серебряным призёром на чемпионате страны в рамках VII летней Спартакиады народов СССР, в то время как на Кубке мира в Эшборне был четвёртым и вторым в личном и командном зачётах соответственно.
Благодаря череде удачных выступлений удостоился права защищать честь страны на летних Олимпийских играх 1980 года в Москве, претендовал на победу в 20-километровой гонке, но буквально за 500 метров до финиша получил третье предупреждение и был дисквалифицирован. Это привело к большому скандалу в Спорткомитете СССР, поскольку последнее предупреждение спортсмену вынес советский арбитр Николай Смага. Высказывались предположения, что Смага, в то время возглавлявший сборную Украины, сделал это из корыстных побуждений — он стремился получить звание заслуженного тренера и поэтому решил устранить ученика тренера-конкурента. Также в этом сезоне Соломин выиграл бронзовую медаль в ходьбе на 20 000 метров на чемпионате СССР в Донецке.
В 1981 году победил в ходьбе на 20 км на чемпионате страны, прошедшем в рамках Мемориала братьев Знаменских. На Кубке мира в Валенсии занял седьмое место в личном зачёте и помог своим соотечественникам стать серебряными призёрами в командном Кубке Лугано.
В 1983 году на чемпионате Европы в помещении в Будапеште превзошёл всех соперников в ходьбе на 5000 метров, которая была представлена здесь в качестве демонстрационной дисциплины. На Кубке мира в Бергене с рекордом СССР 1:19.43 стал третьим в личном зачёте 20 км и победил в общем командном зачёте.
В 1984 году получил серебро на чемпионате СССР в Сочи. Рассматривался в качестве кандидата на участие в Олимпийских играх 1984 года в Лос-Анджелесе, однако Советский Союз вместе с несколькими другими странами восточного блока бойкотировал эти соревнования по политическим причинам. Вместо этого Соломин выступил на альтернативном турнире «Дружба-84» в Москве, где в ходьбе на 20 км стал серебряным призёром.
В 1986 году на Играх доброй воли в Москве сошёл с дистанции в ходьбе на 20 км.
Завершил спортивную карьеру по окончании сезона 1988 года.
Впоследствии проявил себя как тренер и педагог, работал тренером в Киевской областной школе высшего спортивного мастерства в Броварах. Подготовил ряд ходоков мирового уровня, в том числе его воспитанниками являются победитель Кубка мира Виталий Попович и серебряная призёрка чемпионата Европы Алина Цвилий. Возглавлял сборную Украины по спортивной ходьбе.